# Newcastle (San Cristóbal y Nieves)
Newcastle es una localidad de San Cristóbal y Nieves en la Parroquia de Saint James Windward.
Se ubica a una altitud de 17 m sobre el nivel del mar en el extremo norte de la Isla Nieves.
Según estimación 2010 cuenta con una población de 592 habitantes.